# Проблемы почвенной зоологии
Проблемы почвенной зоологии — серийное научное издание по почвенной зоологии: сборники докладов и тезисов 10 всесоюзных (1958—1991) и последующих всероссийских совещаний по биологии почв.

## Совещания и издания
Издания «Проблемы почвенной зоологии» включали материалы научных совещаний:

### Всесоюзные совещания
- 1958 — 1 Всесоюзное совещание по проблемам почвенной зоологии — Москва[2]
- 1966 — 2 Всесоюзное совещание по проблемам почвенной зоологии — Москва[3]
- 1969 — 3 Всесоюзное совещание по проблемам почвенной зоологии — Казань[4][5]
- 1972 — 4 Всесоюзное совещание по проблемам почвенной зоологии — Баку[6]
- 1975 — 5 Всесоюзное совещание по проблемам почвенной зоологии — Вильнюс[7]
- 1978 — 6 Всесоюзное совещание по проблемам почвенной зоологии — Минск[8]
- 1981 — 7 Всесоюзное совещание по проблемам почвенной зоологии — Киев[9]
- 1984 — 8 Всесоюзное совещание по проблемам почвенной зоологии — Ашхабад[10]
- 1987 — 9 Всесоюзное совещание по проблемам почвенной зоологии — Тбилиси[11]
- 1991 — 10 Всесоюзное совещание по проблемам почвенной зоологии — Новосибирск.

### Всероссийские совещания
- [уточнить] — 1 (11) Всероссийское совещание по почвенной зоологии — [уточнить]
- 1999 — 2 (12) Всероссийское совещание по почвенной зоологии — Москва[12].
- 1999 — 3 (13) Всероссийское совещание по почвенной зоологии — Йошкар-Ола[13]
- 2005 — 4 (14) Всероссийское совещание по почвенной зоологии — Тюмень[14]
- 2008 — 5 (15) Всероссийское совещание по почвенной зоологии — Москва[15]
- 2011 — 16 Всероссийское совещание по почвенной зоологии — Ростов-на-Дону[16]
- 2014 — 17 Всероссийское совещание по почвенной зоологии — Сыктывкар[17]
- 2018 — 18 Всероссийское совещание по почвенной зоологии — Москва[18]
- 2022 — 19 Всероссийское совещание по почвенной зоологии — Улан-Удэ[19]
- 2026 — 20 Всероссийское совещание по почвенной зоологии …

## Организаторы
Председатели совещаний:
- 1958—1984 — Гиляров, Меркурий Сергеевич
- 1987—2014 — Стриганова, Белла Рафаиловна[20]
- c 2018 — Тиунов, Алексей Владимирович

В организационный комитет, кроме председателей совещений, входили:
- Криволуцкий, Дмитрий Александрович
- Кузнецова, Наталия Александровна
- Макаров, Кирилл Владимирович
- Петрова-Никитина, Аделаида Дмитриевна
- Толстиков, Андрей Викторович
- Уваров, Алексей Вячеславович
- Чернова, Нина Михайловна
- Шарова, Инесса Христиановна
- и другие[уточнить]